# Царська наречена
«Царська наречена» (латис. «Cara līgava») — радянський музично-історичний фільм 1965 року, за однойменною оперою Миколи Римського-Корсакова, сюжет якої запозичений з «Історії Держави Російської» Карамзіна. Зйомки фільму проходили в 1964 році в місті Суздалі.

## Сюжет
Лібрето за однойменною історичною драмою Лева Мея. Події відбуваються в 1572 році в Олександрівській слободі, де жив тоді Іван Грозний. Долі його дружини Марфи Собакіної і присвячена опера.

## У ролях
- Раїса Недашківська — Марфа (вокал: Галина Олійниченко)
- Наталія Рудна — Любаша (вокал: Лариса Авдєєва)
- Отар Коберідзе — Григорій Грязной (вокал: Євген Кибкало)
- Георгій Шевцов — Малюта Скуратов (вокал: Олексій Гелєва)
- Володимир Зельдін — Бомелій (вокал: Павло Чекін)
- Микола Тимофєєв — Собакін (вокал: Олександр Ведерников)
- Віктор Нужний — Іван Ликов (вокал: Євген Райков)
- Марина Мальцева — Дуняша (вокал: Валентина Клепацька)
- Петро Глєбов —  Іван Грозний
- Тамара Логінова —  Сабурова

## Знімальна група
- Режисер:  Володимир Горіккер
- Сценаристи: Андрій Донатов,  Володимир Горіккер
- Композитор: музика Микола Римський-Корсаков, в записі брав участь оркестр і хор Великого театру (диригент Євген Свєтланов)
- Оператор: Вадим Масс
- Художники: Гунарс Балодіс,  Віктор Шильдкнехт